# Philodendron chimantae
Philodendron chimantae är en kallaväxtart som beskrevs av George Sydney Bunting. Philodendron chimantae ingår i släktet Philodendron och familjen kallaväxter. Inga underarter finns listade.